# Будинок вчених (Новочеркаськ)
Будинок вчених (рос. Дом учёных) — особняк в центрі Новочеркаська (Ростовська область, Росія) на вулиці Отаманській. Побудований в стилі модерн в 1909 році інженером, викладачем кафедри архітектури Донського політехнічного інституту, Г. М. Сальниковим. 

## Історія
Автор проекту проживав у цьому будинку до 1911 року, коли здав його в оренду інститутській бібліотеці, а сам переселився в дворовий флігель. Бібліотека незабаром стала культурним центром вузу, і будинок Сальникова отримав популярність як Будинок вчених, місце, де викладачі-політехніки відпочивали і працювали. 
У 1985—1993 роки особняк займав міський комітет профспілок, а в 1993 р. тодішній мер Н. І. Присяжнюк передав його в оренду козакам. Десять років тут розміщувалося Атаманское правління Новочеркаського козачого округу Всевеликого війська Донського. У 2003 році новий окружний отаман А. П. Волков перевів козацьке правління в міський Будинок культури. На початку 2000-х особняк кілька разів переходив від одного власника до іншого. Стан пам'ятки архітектури стрімко погіршувався. У 2004 році будівлю було відреставровано.

## Опис
Просторова організація (розвиток простору від центрального ядра будівлі), асиметрія фасадів, декоративні елементи в повній мірі відповідають тенденціям модерну. Фасад двоповерхового особняка має раскрепованный ордер. На червону лінію забудови винесені парадний вхід і металева декоративна огорожа. Другий поверх трактовано як мансарда. Будівля асиметричне, складної конфігурації в плані. Фасад двоколірний, фриз з геометричним рельєфом, карниз гладкий. Ліву частину фасаду прикрашає кругла вежа з конусоподібною лускатої металевою покрівлею. Наличники вікон першого поверху і парадних дверей виконані складної форми. Половина їх висоти канелирована, а верхня частина доповнена рослинним орнаментом і своєрідним замковим каменем. Через весь фасад проходить рельєфний пояс, підкреслює відмінність в оформленні верхній і нижній частині наличників. Центральна двоповерхова частина з балконом висунута вперед, правий кут фасаду закріплений широкої пилястрой. Огорожа перед особняком, ворота і балконні ґрати також витримані в стилі модерн. Другий поверх над парадними дверима оформлений у вигляді лоджії з нескладною за малюнком, але витонченої металевою решіткою. Аттик має сегментною формою з рельєфом.